# Adriana Dadci
Adriana Dadci (née le 9 avril 1979 à Gdynia) est une judoka polonaise.

## Carrière
Elle s'entraîne dans le club AZS-AWFiS Gdańsk sous l'œil de Radosław Laskowski et Marek Adam. Sept fois championne de Pologne, elle réalise son plus grand exploit aux Championnats d'Europe de 2002 en batant en finale la néerlandaise Edith Bosch. Adriana participe aux Jeux olympiques d'été de 2004

## Palmarès

### Championnats d'Europe
- Médaille d'Or lors des Championnats d'Europe 2002 à Maribor (Slovénie)
- Médaille de Bronze lors des Championnats d'Europe 2001 à Paris (France)

### Championnats de Pologne
- Médaille d'Or aux Championnats de Pologne 2000, 2001, 2002, 2003 et 2004 (-70 kg)
- Médaille d'Or aux Championnats de Pologne 2001 et 2002 (toutes catégories)
- Médaille d'Argent aux Championnats de Pologne 1998 et 1999 (-70 kg)
- Médaille de Bronze aux Championnats de Pologne 1995 (-66 kg), 1997 (-72 kg) et 2003 (toutes catégories)